# فرانشيسكو دي جينارو
فرانشيسكو دي جينارو (بالإيطالية: Francesco Di Gennaro)‏ (5 ديسمبر 1982 بنابولي في إيطاليا - ) هو لاعب كرة قدم إيطالي في مركز الهجوم. لعب مع نادي لوكيزي وهيلاس فيرونا وFC Matera ‏ وASD Real Metapontino ‏ وASD Barletta 1922 ‏ وASD Ferentino Calcio ‏ ونادي فورميا ‏ ولانشانو كالتشيو 1920 ‏ وASD Città di Gallipoli ‏.